# 49è Festival Internacional de Cinema de Canes
El 49è Festival Internacional de Cinema de Canes es va dur a terme del 9 al 20 de maig de 1996. La Palma d'Or fou atorgada a Secrets & Lies de Mike Leigh.
El festival va obrir amb Ridicule, dirigida per Patrice Leconte i va tancar amb Flirting with Disaster, dirigida per David O. Russell. Sabine Azéma va ser la mestressa de cerimònies.

## Jurat

### Competició principal
Les següents persones foren nomenades per formar part del jurat de la competició principal en l'edició de 1996:
- Francis Ford Coppola (EUA) (president)
- Nathalie Baye (França)
- Greta Scacchi, actriu (Itàlia)
- Michael Ballhaus (Alemanya)
- Henry Chapier (França)
- Atom Egoyan (Canadà)
- Eiko Ishioka (Japó)
- Krzysztof Piesiewicz (Polònia)
- Antonio Tabucchi (Itàlia)
- Anh Hung Tran (França)

### Càmera d'Or
Les següents persones foren nomenades per formar part del jurat de la Càmera d'Or de 1996:
- Françoise Fabian (Comediant) President
- Antoine Simkine (Fédération Nationale des Industries)
- Daniel Schmid (Director)
- Gian Luca Farinelli (Cinèfil)
- Jacques Kermabon (Crític)
- Ramon Font (Crític)
- Sandrine Gady (Cinèfil)

## Selecció oficial

### En competició – pel·lícules
Les següents pel·lícules competiren per la Palma d'Or:
- Breaking the Waves de Lars von Trier
- Comment je me suis disputé... (ma vie sexuelle) d'Arnaud Desplechin
- Crash de David Cronenberg
- Fargo de Joel Coen
- Feng yue de Chen Kaige
- Kansas City de Robert Altman
- Kauas pilvet karkaavat d'Aki Kaurismäki
- La seconda volta de Mimmo Calopresti
- Le huitième jour de Jaco Van Dormael
- Les voleurs de André Téchiné
- Nan guo zai jian, nan guo de Hou Hsiao-hsien
- Po di Sangui de Flora Gomes
- Prea târziu de Lucian Pintilie
- Ridicule de Patrice Leconte
- Secrets & Lies de Mike Leigh
- Stealing Beauty de Bernardo Bertolucci
- The Quiet Room de Rolf de Heer
- Sunchaser de Michael Cimino
- The Van de Stephen Frears
- Tierra de Julio Médem
- Trois vies & une seule mort de Raúl Ruiz
- Un héros très discret de Jacques Audiard

### Un Certain Regard
Les següents pel·lícules foren seleccionades per competir a Un Certain Regard:
- Bastard Out of Carolina d'Anjelica Huston
- Buenos Aires Vice Versa d'Alejandro Agresti
- Compagna di viaggio de Peter Del Monte
- Conte d'été d'Éric Rohmer
- Cwał de Krzysztof Zanussi
- Mūsų nedaug de Šarūnas Bartas
- Fourbi d'Alain Tanner
- Gabbeh de Mohsen Makhmalbaf
- Haifa de Rashid Masharawi
- I Shot Andy Warhol de Mary Harron
- Irma Vep de Olivier Assayas
- La Bouche de Jean-Pierre de Lucile Hadžihalilović
- Looking for Richard d'Al Pacino
- Love Serenade de Shirley Barrett
- Lulu de Srinivas Krishna
- Mossane de Safi Faye
- No Way to Forget de Richard Frankland
- Pasts de Laila Pakalniņa
- Pramis de Laila Pakalniņa
- Some Mother's Son de Terry George
- Sydney de Paul Thomas Anderson
- The Pallbearer de Matt Reeves
- The Pillow Book de Peter Greenaway
- The Waste Land de Deborah Warner
- Un samedi sur la terre de Diane Bertrand

### Pel·lícules fora de competició
Les següents pel·lícules foren seleccionades per ser projectades fora de competició:
- Flirting with Disaster de David O. Russell
- Girl 6 de Spike Lee
- Il giorno della prima di Close Up de Nanni Moretti
- Le affinità elettive de Paolo Taviani, Vittorio Taviani
- Runaway Brain de Chris Bailey
- Microcosmos de Claude Nuridsany, Marie Perennou
- Trainspotting de Danny Boyle

### Curtmetratges en competició
Els següents curtmetratges competien per Palma d'Or al millor curtmetratge:
- 4 maneras de tapar un hoyo de Guillermo Rendon Rodriguez, Jorge Villalobos de La Torre
- Attraction d'Alexeï Diomine
- Brooms de Luke Cresswell, Steve Mcnicholas
- Estoria do gato e da lua de Pedro Miguel Serrazina
- Film Noir de Michael Liu
- Les fourmis rouges de Pierre Erwan Guillaume
- Oru Neenda Yathra de Murali Nair
- Passeio com Johnny Guitar de João César Monteiro
- Petite Sotte de Luc Otter
- Sin #8 de Barbara Heller
- Small Deaths de Lynne Ramsay
- Szél (Wind) de Marcell Iványi
- The Beach de Dorthe Scheffmann
- This Film Is a Dog de Jonathan Ogilvie

## Seccions paral·leles

### Setmana Internacional dels Crítics
Els següents llargmetratges van ser seleccionats per ser projectats per a la trenta cinquena Setmana de la Crítica (35e Semaine de la Critique):
Pel·lícules en competició
- Les Aveux de l'innocent de Jean-Pierre Améris (França)
- Yuri de Yoonho Yang (Corea)
- Mi último hombre de Tatiana Gaviola (Xile)
- The Empty Mirror de Barry J. Hershey (Estats Units)
- The Daytrippers de Greg Mottola (Estats Units)
- A Drifting Life de Lin Cheng-Sheng (Taiwan)
- Sous sol de Pierre Gang (Canadà)

Curtmetratges en competició
- Planet Man d'Andrew Bancroft (Nova Zelanda)
- Une robe d'été de François Ozon (França)
- 'La Grande migration de Youri Tcherenkov (França)
- Le Réveil de Marc Henri Wajnberg (Bèlgica)
- The Slap de Tamara Hernandez (Estats Units)
- La Tarde de un matrimonio de clase media de Fernando Javier León Rodríguez (Mèxic)
- Derrière le bureau d'acajou de Johannes S. Nilsson (Suècia)

### Quinzena dels directors
Les següents pel·lícules foren exhibides en la Quinzena dels directors de 1996 (Quinzaine des Réalizateurs):
- A toute vitesse de Gaël Morel
- Beautiful Thing de Hettie MacDonald
- Shekvarebuli kulinaris ataserti retsepti de Nana Jorjadze
- Le Cri de la soie de Yvon Marciano
- Edipo alcalde de Jorge Ali Triana
- Encore de Pascal Bonitzer
- Flame d'Ingrid Sinclair
- Haggyállógva, Vászka de Peter Gothar
- Inside d'Arthur Penn
- Jeunesse sans Dieu de Catherine Corsini
- Jude de Michael Winterbottom
- Kids Return de Takeshi Kitano
- Kavkazskiy plennik de Serguei Bodrov
- La Promesse de Jean-Pierre Dardenne, Luc Dardenne
- Lone Star de John Sayles
- Macadam Tribu de José Laplaine
- Mondani a mondhatatlant: Elie Wiesel üzenete de Judit Elek
- Parfait amour! de Catherine Breillat
- Pasajes de Daniel Calparsoro
- Salut cousin ! de Merzak Allouache
- Select Hôtel de Laurent Bouhnik
- Trees Lounge de Steve Buscemi
- Layla Lavan d'Arnon Zadok
- Y aura-t-il de la neige à Noël ? de Sandrine Veysset

Curtmetratges
- La Faim de Siegfried (18 min.)
- La Fille et l'amande de Bénédicte Brunet (15 min.)
- Vacances A Blériot de Bruno Bontzolakis (25 min.)
- Virage Nord de Sylvain Labrosse (15 min.)

## Premis

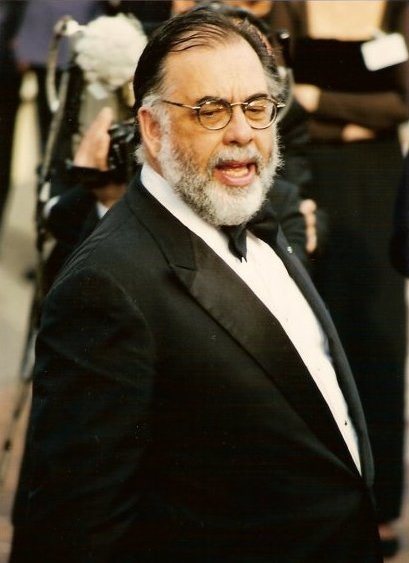
Francis Ford Coppola, President del jurat

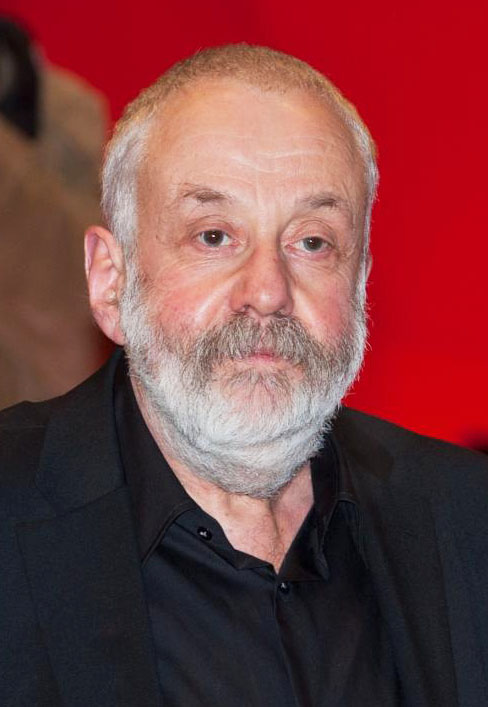
Mike Leigh, guanyador de la Palma d'Or

### Premis oficials
Els guardonats en les seccions oficials de 1996 foren:
- Palma d'Or: Secrets & Lies de Mike Leigh
- Grand Prix: Breaking the Waves de Lars von Trier
- Millor director: Joel Coen per Fargo
- Millor guió: Un héros très discret de Jacques Audiard, Alain Le Henry
- Millor actriu: Brenda Blethyn per Secrets & Lies
- Millor actor: Daniel Auteuil i Pascal Duquenne per Le huitième jour
- Premi especial del Jurat: Crash de David Cronenberg

Càmera d'Or
- Caméra d'Or: Love Serenade de Shirley Barrett

Curtmetratges
- Palma d'Or al millor curtmetratge: Szél de Marcell Iványi
- Premi del Jurat: Small Deaths de Lynne Ramsay

### Premis independents
Premis FIPRESCI
- Secrets & Lies de Mike Leigh (En competixió)
- Kavkazskiy plennik de Serguei Bodrov (Quinzena dels Directors)
- Pasts i Pramis de Laila Pakalnina (Un Certain Regard)

Commission Supérieure Technique
- Gran Premi Tècnic: La totalitat de l'equip tècnic per Microcosmos

Jurat Ecumènic
- Premi del Jurat Ecumènic: Secrets & Lies de Mike Leigh
- Jurat Ecumènic - Menció especial: Chun hua meng lu de Cheng-sheng Lin & Kauas pilvet karkaavat d'Aki Kaurismäki[18]

Premi de la Joventut
- Pel·lícula estrangera: Layla Lavan d'Arnon Zadok
- Pel·lícula francesa: Les aveux de l'innocent de Jean-Pierre Améris

Premis en el marc de la Setmana Internacional de la Crítica
- Premi Mercedes-Benz: Les aveux de l'innocent de Jean-Pierre Améris
- Premi Canal+: Planet Man d'Andrew Bancroft

Premi al primer dia multimèdia del 49è Festival de Cannes
- Premi Millor Cyber Poster a la primera jornada multimèdia del 49è Festival de Cinema de Cannes el 1996: The Visionary de Beny Tchaicovsky[19]

## Mèdia
- INA: Obertura del festival de 1996 ((francès))
- INA: Llista de guanyadors del festival de 1996 ((francès))